# Leki Fotu
George Fotu (Oakland, California, 23 de agosto de 1998) más conocido como Leki Fotu, es un jugador profesional estadounidense de fútbol americano que se desempeña en la posición de defensive tackle en Arizona Cardinals, equipo de la National Football League (NFL).

## Carrera
Fue seleccionado en la cuarta ronda en la Reunión Anual de Selección de Jugadores de la NFL de 2020. Hizo su debut profesional con el equipo Arizona Cardinals, donde lleva jugando cuatro temporadas.